# Trayvuller
Een trayvuller is een machine die tuinbouwtrays vult met grond. 
Deze machine bevat een transportsysteem die de trays onder een grondopvoersysteem doorvoert. Verder is de machine uitgerust met een grondvoorraadbak en een inwrijfmechanisme. Het doel is steeds de trayplaten gelijkmatig te vullen tegen een snelheid die aanzienlijk hoger ligt dan het handmatig vullen. 
Er zijn een handvol fabrikanten van trayvulmachines. Onder de meest verspreide machines vind je de merken Javo (Nederland), Demtec (België) en Urbinati en Da Ros (Italië).